# كارشز
كارشز هي بلدية في الضواحي الغربية من مدينة باريس، فرنسا. تقع على بعد 11.9 كيلومتر (7.4 ميل) من وسط باريس .
بقيت كارشز عموما منطقة مأهولة بالسكان، ولكنها أيضًا موقع مستشفى ريموند بوانكاريه الجامعي، والتي تتخصص في علاج الصدمات والرضوض وحوادث الطرق والعلاج الطبيعي.

## مواقع ذات أهمية

### نصب 19 يناير
تم تدمير الجزء الشمالي من كارشز بشكل بالغ خلال معركة بوزنفال في 19 يناير 1871، وذلك حين حاولت القوات الباريسية المحاصرة بقيادة لويس جول تروشو اختراق الحصار الألماني والانضمام إلى القوات الفرنسية في فرساي. تخلد التماثيل الموجودة في شارع 19 يناير وشارع الكولونيل روتشيبرون ذكرى تلك الأحداث.

### كنيسة سانت لويس
بدأ بناء الكنيسة في عام 1298 بعد تقديس القديس لويس، كما هو مسجل على اللوحة عند المدخل. وقد كانت أول كنيسة في فرنسا مكرسة له. تم تدمير أجزاء من الكنيسة الأصلية في معركة بوزنفال، وتم إعادة بنائها في عام 1876  وترميمها مطلع عام 1980 بنوافذ من الزجاج الملون يعود للقرن التاسع عشر، واستمر في عام 1983 بترميم وتوسيع آلة الأورغن بالكامل. كما أعيد بناء البرج في عام 1988، وأعيد تكريس الصليب في عام 1989 وترميم القوصرة المنحوتة في عام 1990 بالإضافة إلى تنفيذ التجديدات الداخلية والواجهة في عام 1995. صُنف جرس يعود تاريخه إلى عام 1787 كنصب تاريخي في 27 أبريل 1944.
تم نقل المقبرة المجاورة للكنيسة في عام 1930، وتشتمل على قبور بعض الأشخاص المعروفين، ومنهم موسيقي الجاز سيدني بيشيت الذي اختار قضاء سنواته الأخيرة في كارشز.

## مواصلات
تتصل كارشز بواسطة محطة مارنيس لا كوكيت على خط سكة حديد الضواحي باريس-سان-لازار وكذلك 9 خطوط حافلات تربطها بباريس وضواحي أخرى.

## تعليم
المدارس العامة:
- ثلاث روضات: روضة رامون، روضة سانت إكزوبيري، روضة باستور [6]
- ثلاث مدارس ابتدائية: ابتدائية القسيس أ و ب وابتدائية كاستون رامون [7]
- اعدادية هنري بيرجسون [8]
- مدرسة ثانوية خاصة، جاك بريل إي أر إي أ (للطلاب ذوي الإعاقة في المهارات الحركية) [9]

تشمل المدارس الثانوية المتخصصة في المنطقة: 
- ليسيه جان مونيه - مونتروج
- ليسيه تولوز لوتريك - فوكرسون

توجد مدرسة خاصة في البلدية ، مدرسة جان بول الثاني. 

## روابط خارجية
- الموقع رسمي